# Tábua
Tábua is een gemeente in het Portugese district Coimbra.
De gemeente heeft een totale oppervlakte van 200 km² en telde 12.602 inwoners in 2001.

## Plaatsen in de gemeente
- Ázere
- Candosa
- Carapinha
- Covas
- Covelo
- Espariz
- Meda de Mouros
- Midões
- Mouronho
- Pinheiro de Coja
- Póvoa de Midões
- São João da Boa Vista
- Sinde
- Tábua
- Vila Nova de Oliveirinha